# Vatikanische Lira
Die Vatikanische Lira („Pfund“, daher auch das Währungszeichen £, ISO-Code VAL) war bis 31. Dezember 2001 die offizielle Umlaufwährung in der Vatikanstadt, dabei an die Italienische Lira gekoppelt und ebenso wie die Lira von San Marino auf der ganzen Halbinsel als Zahlungsmittel austauschbar. 2002 wurde der Euro eingeführt. 

## Geschichte
Die Bildnisse der Päpste wurden schon seit weit über 1000 Jahren auf Geldstücken abgebildet. Der Papst gab als weltlicher Herrscher regelmäßig Münzen heraus. Diese wurden in den verschiedenen damals herrschenden Währungen Denar, Florin, Dukat, Doppia und Scudo emittiert, bis 1866 die Lira eingeführt wurde.
Der Kirchenstaat benutzte ab 1866 die Lira, die nach den Normen der lateinischen Münzunion ausgeprägt wurde, bevor der Kirchenstaat von italienischen Truppen besetzt und 1870 aufgelöst wurde.
1929 wurde mit der Unterzeichnung der Lateranverträge die Vatikanstadt gegründet, die gemäß den Ausführungen des Vertrages das Recht hatte, eigene Münzen einzuführen. Die Vatikanische Lira war an die Italienische Lira gekoppelt und, mangels Kaufkraft seit dem Zweiten Weltkrieg eher theoretisch, in 100 Centesimi unterteilt. Italienische und san-marinesische Münzen und Banknoten wurden auch in der Vatikanstadt als Zahlungsmittel akzeptiert. Umgekehrt waren die vatikanischen Münzen, die in der staatlichen, italienischen Münzprägestätte Istituto Poligrafico e Zecca dello Stato in Rom geprägt wurden, Zahlungsmittel in Italien und in San Marino.
2002 führte die Vatikanstadt den Euro ein. Der Wechselkurs betrug 1 Euro = 1936,27 Lira. Seitdem lässt die Vatikanstadt ihre eigenen Euromünzen prägen.

## Münzen

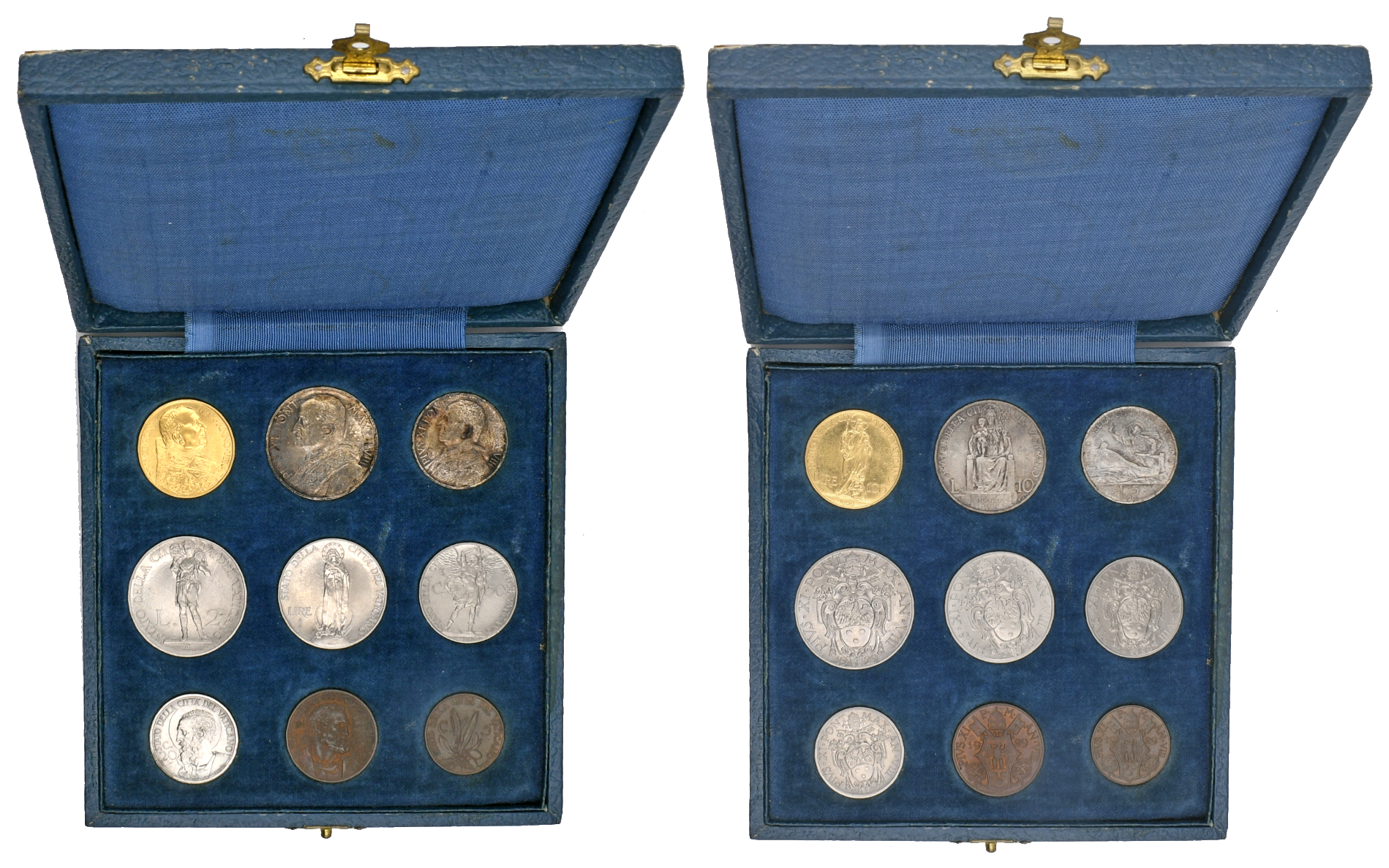
Kursmünzensatz der 1929 Münzen incl. der 100 Lire Goldmünze

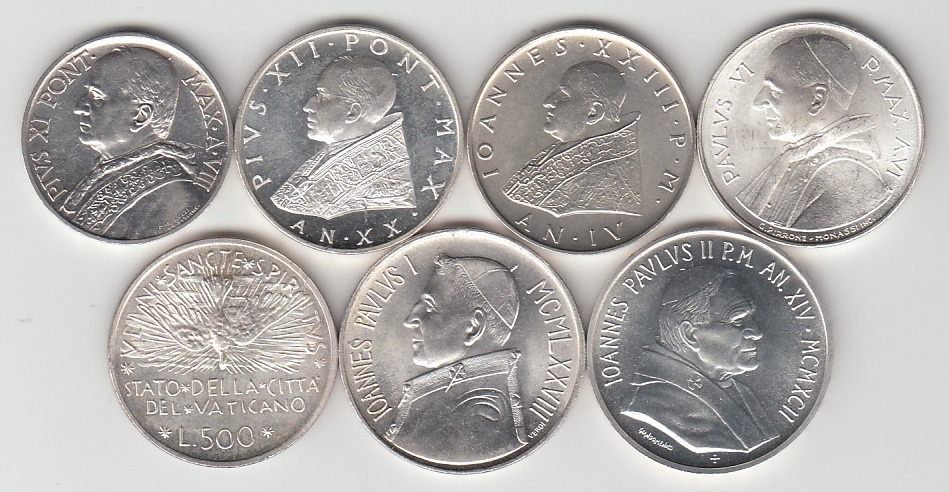
Lire-Silbermünzen

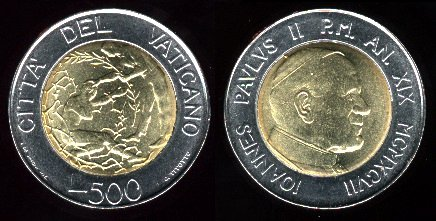
500-Lire-Münze aus dem Pontifikat von Johannes Paul II.

1929 wurden 5- und 10-Centesimi-Münzen aus Kupfer, 20- und 50-Centesimi-Münzen sowie 1- und 2-Lire-Münzen aus Nickel und 5- und 10-Lire-Münzen aus Silber eingeführt. Darüber hinaus gab es noch eine 100-Lire-Goldmünze. 1939 ersetzte Aluminium-Bronze die Kupfermünzen und 1940 wurden die Nickelmünzen durch Stahl ersetzt. Zwischen 1941 und 1946 wurden von den genannten Nominalen nur wenige Tausend Stücke geprägt.
Die Vatikanstadt führte 1947 neue Münzen aus Aluminium ein: 1, 2, 5 und 10 Lire. Die Größe dieser Münzen wurde 1951 reduziert und 1955 neue 50- und 100-Lire-Münzen aus Stahl eingeführt. Diesen folgte 1957 ein 20-Lire-Stück aus Aluminium-Bronze und 1958 ein 500-Lire-Stück aus Silber. Die Produktion der 1- und 2-Lire-Münzen wurde 1977 eingestellt, die der 5-Lire-Münzen 1978. Dafür wurden 200-Lire-Stücke aus Aluminium-Bronze und 1000-Lire-Stücke aus Silber 1978 eingeführt, gefolgt 1982 von einem 500-Lire-Bimetall-Stück und 1997 von einem 1000-Lire-Bimetall-Stück. Außerdem wurden Silbergedenkmünzen zu 2000, 5000 und 10.000 Lire geprägt.
Die Goldmünzen zu 100 Lire wurden von 1929 bis 1959 durchgehend geprägt. Zwischen 1930 und 1934 verteuerte sich der Goldpreis um ca. 75 %, 1933 wurde der Goldbesitz in den USA verboten. Es stellten fast alle Länder zu Beginn des Zweiten Weltkriegs die Goldmünzproduktion ein. Lediglich die Vatikanstadt prägten die Münzen von 1929 bis 1959 durchgehend. Allerdings wurde auch hier 1936 die Größe/Gewicht reduziert. Die 100 Lire Goldmünze, in jährlichen Auflagen zwischen 10.000 Stück (1929, allerdings wurde diese erst 1930 ausgegeben) und 2015 Stück in 1935, wurden in einer 900/1000 Goldlegierung geprägt und hatten ein Gewicht von 8,8 g. (was einem Feingewicht von 7,92 g entspricht). Die Münzen ab 1936 bis 1959 hatten ein neues Gewicht von 5,19 g (was einem Gold Feingewicht von 4,67 g entspricht).
Ab 1996 wurden jährlich Gedenkmünzen aus Gold zu 50.000 und 100.000 Lire ausgegeben. Diese wurden nun mit einem Feingehalt von 917 = 916 2/3 (Crown gold, 22 Karat) geprägt. Das 50.000 Lire Stück hatte ein Raugewicht von 7,5 g (was einem Feingewicht von 6,88 g entspricht). Das 100.000 Lire Stück entsprechend 15 g (Feingewicht 13,76 g). Die Auflagenhöhe lag jährlich bei jeweils 6000 Stück.
Seit 2002 werden nun entsprechende Euro Goldmünzen aufgelegt. Diese werden zum Nennwert von 20 und 50 Euro herausgegeben, wobei die 50 Euromünze dem früheren 100.000 Lire Stück entspricht (917 Gold mit einem Raugewicht von 15 g). Die Auflagenhöhen liegen hier je nach Ausgabejahr zwischen 2400 und 3400 Stück. Seit 2013 wird noch eine 10-Euro-Goldmünze (entsprechend 917 Gold mit 3 g Raugewicht = 2,75 g Feingold) herausgegeben. Seit 2008 eine 100-Euro-Goldmünze mit entsprechend 30 g Raugewicht und einer jährlichen Auflage von 999 Stück und seit 2012 eine 200-Euro-Goldmünze in einer Auflage von 499 Stück. Diese schert allerdings aus der Umrechnung aus und hat „nur“ ein Feingewicht von 40 g.

### Goldmünzen

Beispiele von Goldmünzen aus dem Vatikan mit Übergang zum Euro
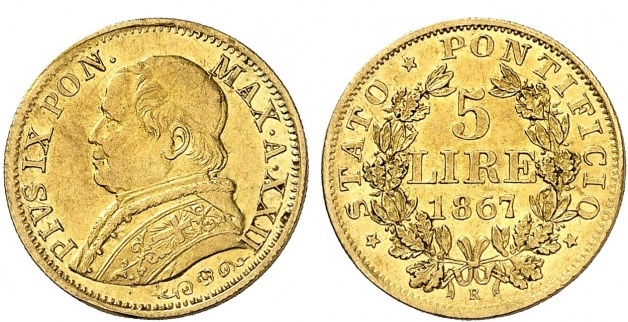
Ältere 5-Lire-Münze Pius IX. aus 1867, Auflage 3787 Stück
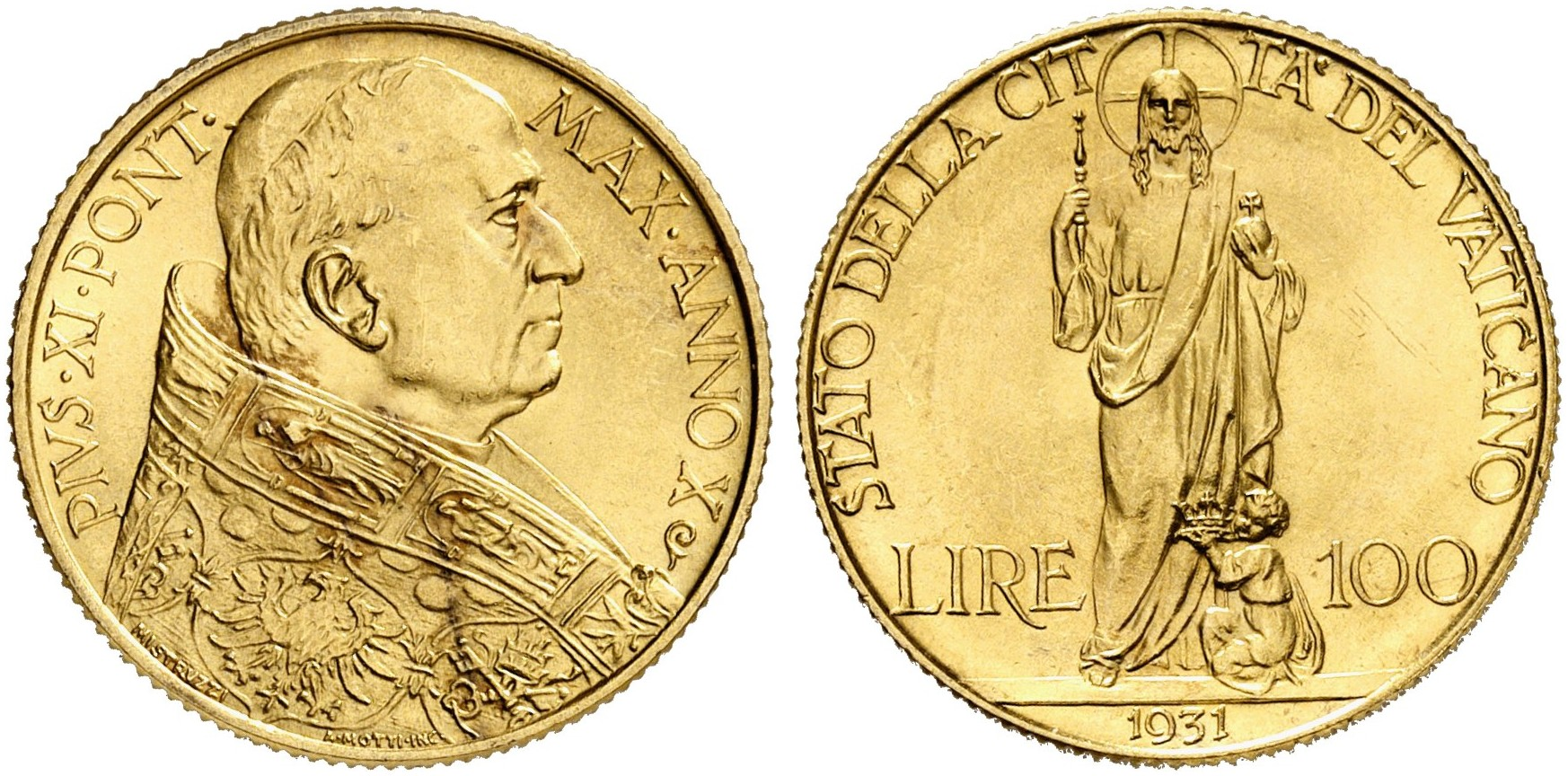
100 Lire Pius XI. aus 1931, 8,8 g Raugewicht
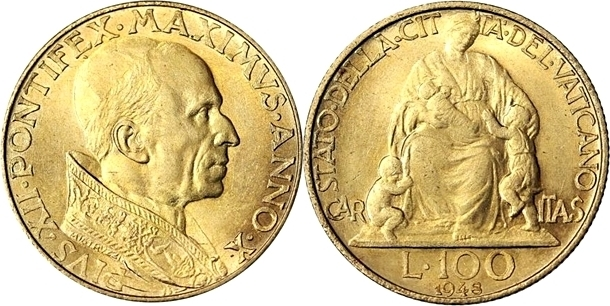
100 Lire Pius XII. aus 1948, 5,19 g Raugewicht
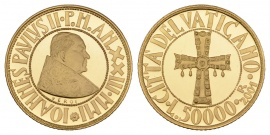
50.000 Lire Gold aus 2001
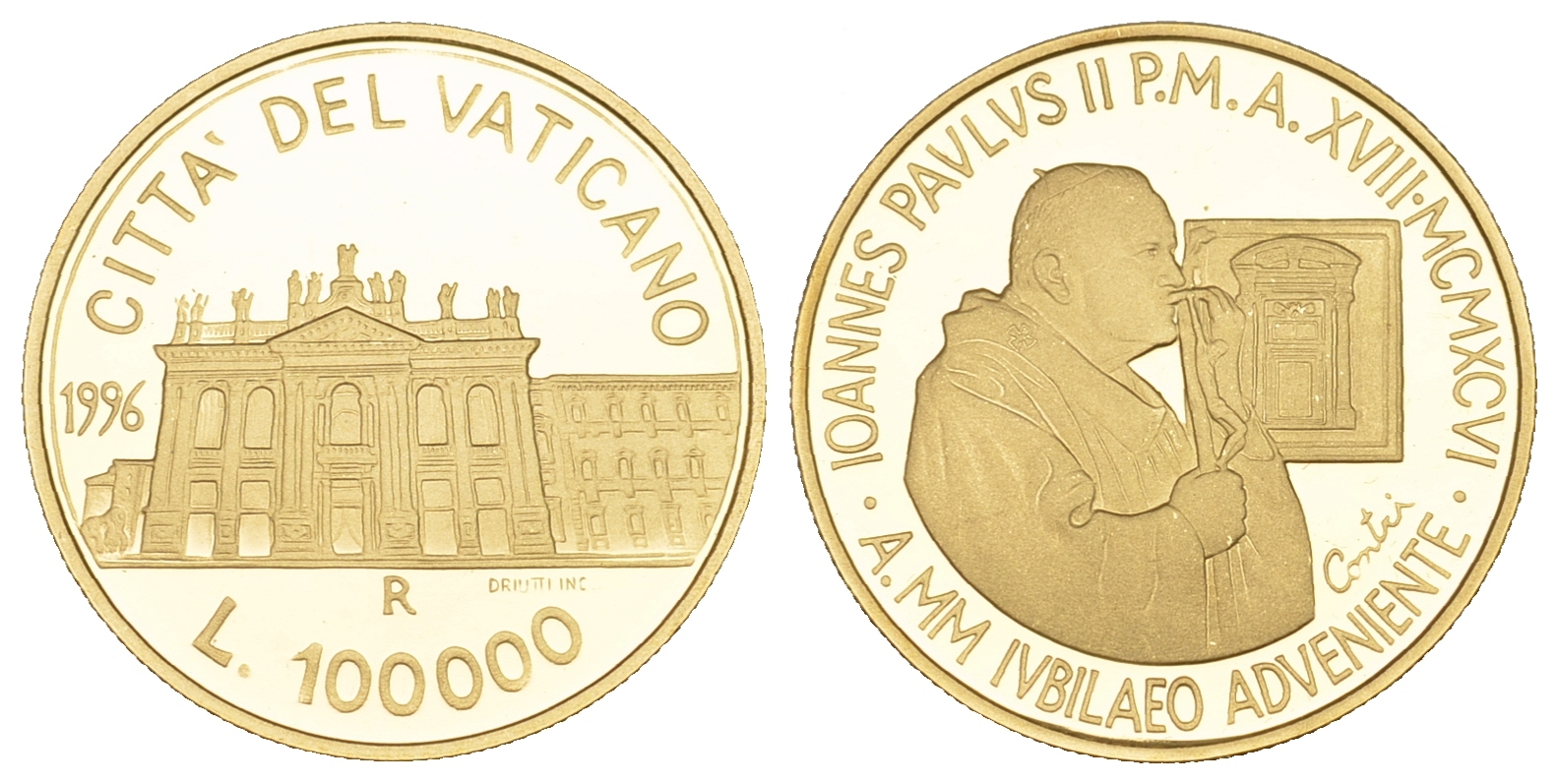
100.000 Lire Gold aus 1996
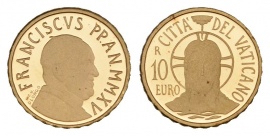
10 Euro Gold aus 2015
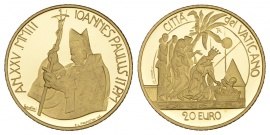
20 Euro Gold aus 2003
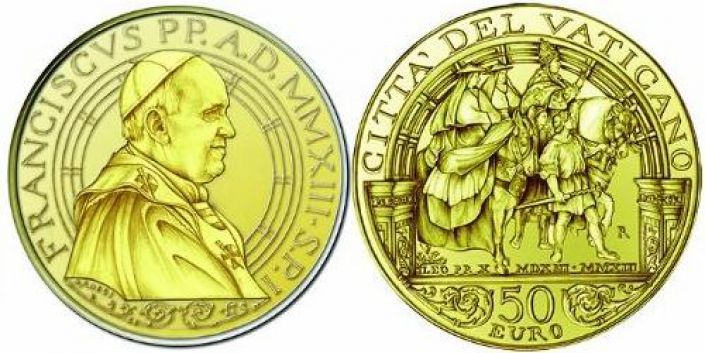
50 Euro Gold aus 2013